# Fufius lucasi
Fufius lucasi là một loài nhện trong họ Cyrtaucheniidae. Loài này phân bố ờ Brasil.